# Claudio Perone
Claudio Perone (Roma, 29 ottobre 1939) è un produttore cinematografico e attore italiano.

## Biografia
Claudio Perone a volte accreditato con gli pseudonimi Claude Berier, Charles Duval o Carlo Perone è un produttore e fotografo di scena tra gli anni ‘70 e gli anni ‘90. 
In veste di produttore, si specializza in commedie erotiche e thriller. Nel 1979 produce ed interpreta il primo hard italiano: I porno amori di Eva  da lì in poi verrà soprannominato come: L'uomo che accese la luce rossa in Italia. Nel 1983 dirige il suo unico film Babette.
Come attore ha recitato in oltre venti lungometraggi dal 1949 al 1996. Nel 1958 ha prestato servizio per cinque anni nella Legione straniera francese combattendo nella guerra d'Algeria.

## Filmografia

### Produttore
- Lo strano ricatto di una ragazza perbene, regia di Luigi Batzella (1974)
- Attenti... arrivano le collegiali!, regia di Giorgio Mille (1975)
- I porno amori di Eva, regia di Giorgio Mille (1979)
- La zia di Monica, regia di Giorgio Mille (1980)
- Dolce gola, regia di Lorenzo Onorati (1981)
- Donne in calore per stalloni di lusso, regia di Lorenzo Onorati (1990)

### Fotografo di scena
- La lunga ombra del lupo, regia di Gianni Manera (1971)
- Cameriera senza... malizia, regia di Lorenzo Onorati (1980)
- L'attrazione, regia di Mario Gariazzo (1987)
- Il sofà, regia di Lorenzo Onorati (1990)
- Ultimi fuochi d'estate, regia di Mario Gariazzo (1992)
- Una furtiva lacrima, regia di Riccardo Sesani (1999)

### Regia
- Babette (1983)

### Attore

#### Cinema
- Il grido della terra, regia di Duilio Coletti (1949)
- Kean - Genio e sregolatezza, regia di Vittorio Gassman e Francesco Rosi (1957)
- Marte, dio della guerra, regia di Marcello Baldi (1962)
- Il criminale, regia di Marcello Baldi (1962)
- La marcia su Roma, regia di Dino Risi (1962)
- La pupa, regia di Giuseppe Orlandini (1963)
- Giacobbe, l'uomo che lottò con Dio, regia di Marcello Baldi (1963)
- K.O. va e uccidi, regia di Carlo Ferrero (1966)
- M 5 codice diamanti, regia di Ronald Neame (non accreditato) (1966)
- Come rubare un quintale di diamanti in Russia, regia di Guido Malatesta (1967)
- Stuntman, regia di Marcello Baldi (1968)
- La lunga ombra del lupo, regia di Gianni Manera (1971)
- Attenti... arrivano le collegiali!, regia di Giorgio Mille (1975)
- I porno amori di Eva, regia di Giorgio Mille (1979)
- La zia di Monica, regia di Giorgio Mille (1980)
- Dolce gola, regia di Lorenzo Onorati (1981)
- Erotico Blues, regia di (1981)
- Babette (1983)
- Ragazzina vogliosetta, regia di Giorgio Mille (1984)
- La donna dell'isola, regia di Lorenzo Onorati (1989)
- Oltre la quarta dimensione, regia di Emiliano Di Meo (1996)

#### Televisione
- Le inchieste del commissario Maigret episodio L'ombra cinese (1966) – serie TV
- Il triangolo rosso episodio Un paio di occhiali (1967) – serie TV
- La donna di quadri (1968) – miniserie TV
- La guerra di Troia non si farà, dramma di Jean Giraudoux, regia di Andrea Camilleri, trasmessa dal Secondo programma il 3 gennaio 1968.